# Global Flatline
Global Flatline är det belgiska brutal death metal-bandet Aborteds sjunde studioalbum, utgivet i januari 2012 på Century Media Records. Albumet gavs även ut i begränsad digipakversion och föregicks av en singel till titelspåret.
Ånyo hade bandmedlemmar kommit och gått sedan föregångsalbumet spelades in. Nya i Aborted var gitarristerna Eran Segal och Michael Wilson, basisten J.B. van der Wal och trummisen Ken Bedene.
Skivan gästades av Trevor Strnad (The Black Dahlia Murder), Julien Truchan (Benighted), Keijo Niinimaa (Rotten Sound) och Jason Netherton (ex-Dying Fetus).
Två musikvideor spelades in: "Источник болезни (The Origin of Disease)" och "Expurgation Euphoria".

## Låtlista
1. "Omega Mortis" (instrumental) – 0:59
2. "Global Flatline" – 3:12
3. "Источник болезни (The Origin of Disease)" – 3:04
4. "Coronary Reconstruction" – 4:28
5. "Fecal Forgery" – 2:44
6. "Of Scabs and Boils" – 2:53
7. "Vernicular, Obscene, Obese" – 2:51
8. "Expurgation Euphoria" – 3:43
9. "From a Tepid Whiff" – 3:03
10. "The Kallinger Theory" – 3:43
11. "Our Father, Who Art of Feces" – 2:43
12. "Grime" – 3:47
13. "Endstille" – 6:26

Bonusspår på den begränsade digipakutgåvan
1. "Eructations of Carnal Artistry" – 3:22
2. "Nailed Through Her Cunt"– 4:19

## Medverkande
Musiker
- Sven de Caluwé – sång
- Eran Segal – gitarr
- Michael Wilson – gitarr
- J.B. van der Wal – basgitarr
- Ken Bedene – trummor

Bidragande musiker
- Keijo Niinimaa – sång
- Trevor Strnad – sång
- Jason Netherton – sång
- Julien Truchan – sång

Produktion
- Jacob Hansen – producent, inspelningstekniker, mixning, mastering
- Michael Wilson – ljuddesign
- Alex Karlinsky – ljuddesign
- Justin Osbourn – albumkonst, design